# Cirion
Cirion je fiktivní postava z Tolkienovy Středozemě. Cirion byl vládnoucí gondorský správce, který věnoval severozápadní území Gondoru, zvané Calenardhon (pozdější Rohan) Eorlovcům odměnou za jejich činy na bojišti. Z celého rozlehlého Calenardhonu si ponechal jen pevnost Angrenost (pozdější Železný pas), který pak jeho nástupce Beren předal Sarumanovi.
Cirion se narodil roku 2449 T. v. a vládu nastoupil po svém otci Boromiru I. v roce 2489 T. v. Zemřel roku 2567 T. v. a jeho nástupcem se stal Hallas.
| Správce Gondoru     | Správce Gondoru | Správce Gondoru  |
| ------------------- | --------------- | ---------------- |
| Předchůdce: Boromir | Cirion          | Nástupce: Hallas |